# Letter to Self
Letter to Self (englisch Brief an mich selbst) ist das erste Studioalbum der irischen Post-Punk-Band Sprints. Das Album erschien am 5. Januar 2024 via City Slang.

## Entstehung
Das Album wurde im März 2023 in den Black Box Studios in der westfranzösischen Stadt Noyant-la-Gravoyère aufgenommen. Produziert wurde Letter to Self von Daniel Fox, dem Bassisten der Band Gilla Band. Fox hatte zuvor bereits die beiden EPs Manifesto und A Modern Job produziert. Die Aufnahmen dauerten insgesamt zwölf Tage, die von der Sängerin und Gitarristin Karla Chubb als „sehr emotional“ beschrieben wurde. Die Band hatte ursprünglich Demos für 25 Lieder aufgenommen. Im Studio wurden dann 14 Lieder aufgenommen, von denen elf schließlich für das Album verwendet wurden. Unter den nicht verwendeten Liedern befinden sich laut Karla Chubb ein oder zwei Jams, die „um zwei Uhr morgens nach zu viel französischen Wein“ aufgenommen wurden und wohl nie veröffentlicht werden. Der Text des ersten Liedes Ticking enthält einige deutsche Wörter. Sängerin Karla Chubb lebte als Kind für einige Jahre in Düsseldorf und wuchs zweisprachig auf. Gemischt wurde Letter to Self von Caesar Edmunds, während Fergal Davis das Mastering übernahm. Musikvideos wurden für die Lieder Literary Mind, Adore Adore Adore, Up and Comer, Shadow of a Doubt und Heavy veröffentlicht. Das Lied Literary Mind erschien bereits am 5. November 2022 auf der gleichnamigen EP. 

## Hintergrund
Das Album Letter to Self enthält äußerst persönliche Texte, die von der Sängerin Karla Chubb verfasst wurden. Die Texte umfassen Themen wie von ihrer Geschlechtsidentität, ihrer Sexualität, der katholischen Kirche, Gedanken über Selbstmord und ihrem Heranwachsen in Deutschland handeln. Gleichzeitig spricht sie gesellschaftliche Mängel an.
Der Text des ersten Liedes Ticking enthält mehrere Wörter auf Deutsch. Heavy befasst sich mit dem Gefühl, von Ängsten gleichzeitig paralysiert und inspiriert zu werden. Cathedral handelt von Homophobie. In Adore Adore Adore drückt die Sängerin Karla Chubb ihre Frustration, Kämpfe und Wut darüber aus, wie manche Menschen versuchen, andere Frauen ihr Ideal, was Frauen sind oder wie sie sich zu verhalten haben, aufzuzwingen. Gleichzeitig ist das Lied eine Reaktion auf Kritik und Frauenfeindlichkeit. Sie wird vielfach anders behandelt als Männer und es werden andere Maßstäbe über ihr Aussehen und Verhalten gesetzt.
Literary Mind handelt von dem Gefühl, sich in eine Person des gleichen Geschlechts zu verlieben, während man konditioniert wurde zu glauben, dass nur Heteronormativität der „richtige“ Lebensweg wäre. Shadow of a Doubt befasst sich mit Erfahrungen aus Traumata, Depressionen und dessen Nachwirkungen. Das Lied ist ein beinahe lautloser Ruf nach Hilfe und behandelt das Gefühl der Einsamkeit und der Zurücklassung. Up and Comer handelt vom Imposter-Phänomen.

## Titelliste
| Reguläre Version 1. Ticking – 3:06 2. Heavy – 3:27 3. Cathedral – 2:59 4. Shaking Their Hands – 3:42 5. Adore Adore Adore – 2:37 6. Shadow of a Doubt – 4:10 7. Cant Get Enough of It – 4:19 8. Literary Mind – 4:32 9. A Wreck (a Mess) – 3:36 10. Up and Comer – 3:46 11. Letter to Self – 3:20 | Bonustitel des limitierten Digipaks 1. Drones – 2:39 2. Help Me, I’m Spiralling – 2:53 3. Literary Mind (Live) – ? 4. Ticking (Live) – ? 5. Heavy (Live) – ? 6. Can’t Get Enough of It (Demo) – ? 7. Shadow of a Doubt (Demo) – ? |

## Rezeption

### Rezensionen
Rishi Shah vom britischen Magazin New Musical Express bezeichnete Letter to Self als „denkwürdiges und eindrucksvoll düsteres Debüt“ und „dynamisches Album, welches die konfuse Welt, in der wir uns wiederfinden, reflektiert“. Das Album wurde „mit einem verstärkten Sinn für Aufrichtigkeit von einer essentiell aufstrebenden Band“ abgeliefert, wofür Shah fünf von fünf Punkten vergab. Das deutsche Magazin Visions kürte Letter to Self zur „Platte des Monats“. Julia Köhler bezeichnete das Album als „melodisch wie laut, persönlich wie universell und unnachgiebig wie resignativ“. Letter to Self verfügt „von vorne bis hinten über eine Dynamik mit vielen Höhepunkten“, wofür sie neun von zwölf Punkten vergab. Sie verglich das Album mit Werken von Press Club, Idles und Savages.
Auf der Website Metacritic erhielt Letter to Self eine durchschnittliche Bewertung von 85 Punkten. Das deutsche Magazin Visions führte Letter to Self auf Platz acht der Liste der 50 besten Alben des Jahres. Das britische Magazin Kerrang führte Letter to Self auf Platz 37 ihrer Liste der 50 besten Alben des Jahres 2024.

### Chartplatzierungen
| ChartsChartplatzierungen     | Höchstplatzierung | Wochen |
| ---------------------------- | ----------------- | ------ |
| Irland (IRMA)                | 11 (1 Wo.)        | 1      |
| Vereinigtes Königreich (OCC) | 20 (1 Wo.)        | 1      |